# 張芸謀
張 芸謀 （チャン・イーモウ、漢字日本語読み：ちょう げいぼう、1950年4月2日 - ） は、中国の映画監督。中国映画界の「第五世代」の監督として知られ、現代中国を代表する世界的な監督の1人。また、撮影監督、俳優の経験もある。

## 来歴

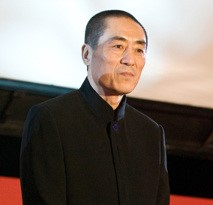
2010年

1950年4月2日、陝西省西安で生まれる。1966年から起こった文化大革命では下放され、農民として3年間、工場労働者として7年間働いた。その後、年齢制限に抵触していたものの北京電影学院撮影学科に入学を許可される。
1982年に北京電影学院を卒業。西安映画製作所に配属され、チェン・カイコー監督の『黄色い大地』（1984年）と『大閲兵』（1986年）で撮影監督を務める。1986年にはウー・ティエンミン監督の『古井戸』に主演し、第2回東京国際映画祭で男優賞を受賞した。1987年、『紅いコーリャン』で映画監督としてデビュー。翌1988年の第38回ベルリン国際映画祭で金熊賞を受賞した。コン・リーのデビュー作にもなったこの映画は中国国内でも賛否両論が巻き起こった。
1990年の『菊豆（チュイトウ）』は第63回アカデミー賞外国語映画賞にノミネートされた。1991年の『紅夢』は第48回ヴェネツィア国際映画祭で銀獅子賞を受賞。1992年の『秋菊の物語』は第49回ヴェネツィア国際映画祭で金獅子賞を受賞し、コン・リーにも女優賞をもたらした。文化大革命を題材とした1994年の『活きる』は第47回カンヌ国際映画祭で審査員グランプリを受賞したが、政治的理由により本国では上映が禁止された。1995年には『上海ルージュ』を監督するが、コン・リーと破局し、コンビ作はそれを最後に一時途絶えた。
1997年には『キープ・クール』を監督。1999年の『あの子を探して』で自身二度目となるヴェネツィア国際映画祭金獅子賞を、文化大革命を背景としチャン・ツィイーの映画デビュー作となった同年の『初恋のきた道』は翌2000年の第50回ベルリン国際映画祭で審査員グランプリを受賞した。なお、同映画祭の審査員長はコン・リーが務めた。
2000年、ジャコモ・プッチーニのオペラ『トゥーランドット』の演出を担当。同作はフィレンツェ歌劇場のプロダクションにより、北京の紫禁城で野外上演も行われた。同年、『至福のとき』を監督。2002年、第13回福岡アジア文化賞大賞を受賞。同年、自身初の武術映画となった『HERO』を発表。翌2003年の第53回ベルリン国際映画祭でアルフレッド・バウアー賞を受賞。2004年、再び武術映画である『LOVERS』を監督した。同年、ギリシャでの2004年アテネオリンピックの閉会式で行われた2008年北京オリンピックへの引き継ぎ式の総監督を務めた。
2005年、『単騎、千里を走る。』を高倉健を主演に迎えて製作。文化大革命後に中国で初めて公開された外国映画である日本の佐藤純彌監督作品『君よ憤怒の河を渉れ』で中国人から高い人気を得ていた高倉を敬愛する張が熱心にオファーした結果、高倉の出演が実現した。2006年、10年ぶりにコン・リーを主演に迎えて大作時代劇『王妃の紋章』を監督。
2008年北京オリンピックの開会式および閉会式の総監督を行った。スティーヴン・スピルバーグが芸術顧問を辞任するなど国際的に物議を醸した北京五輪で演出を担当したことは「中国のレニ・リーフェンシュタール」との批判も一部で起きた。2009年にはコーエン兄弟の『ブラッド・シンプル』（1984年）を時代劇風にリメイクした『女と銃と荒野の麺屋』を、2010年には文化大革命を題材とした3度目の映画『サンザシの樹の下で』を監督した。
2011年、中国映画史上最高額となる6億元（約78億円）の製作費を投じて南京事件を描いた『金陵十三釵（原題）』を発表。同年の中国年間第1位となる約71億円の興行収入を記録し、中国社会に大きな影響を与えた。同作は第69回ゴールデングローブ賞の外国語映画賞にノミネートされ、第84回アカデミー賞外国語映画賞の中国代表作品にも選出され、受賞の可能性も取り沙汰されるも主演のクリスチャン・ベールが軟禁状態にある陳光誠を訪問しようとして中国当局とトラブルを起こしたことで立ち消えとなった。アメリカの批評家からは酷評されたが、これに対して、ある作品に対して様々な評価があるのは当然とした上で、西洋人は南京大虐殺に対する理解が低すぎると語った。
2013年、張が一人っ子政策に反して7人の子をもうけていたとして当局が調査に乗り出し、張の事務所は妻との間に3人の子供がいることを認め当局の調査に協力することを表明。2014年、江蘇省無錫市の計画生育局により、社会扶養費として748万7854元（約1億3000万円）の支払いを命じられた。同年、文化大革命を題材とする4度目の映画『妻への家路』を監督。2016年、杭州で行われた第11回G20サミットの演出を監督した。同年、ハリウッドスターのマット・デイモンを主演に迎え、万里の長城を舞台とした米中合作のファンタジー史劇アクション映画『グレートウォール』を監督。
2018年、韓国の2018年平昌オリンピックの閉会式で行われた2022年北京オリンピックへの引き継ぎ式の総合演出を担当した。同年、架空の戦国時代を舞台にした影武者が主人公の大作時代劇『SHADOW/影武者』を監督。2020年には文化大革命を題材とする5度目の映画『ワン・セカンド 永遠の24フレーム』を、2021年には1930年代の満州国を舞台としたサスペンス映画『崖上のスパイ』を監督した。
2022年北京オリンピックの開会式および閉会式、パラリンピックの開会式および閉会式の総監督を務め、好評を博した。2023年の第36回東京国際映画祭で特別功労賞を受賞。2024年の第17回アジア・フィルム・アワードでは特別功労賞を受賞した。

## 作風
『紅いコーリャン』（1987年）、『紅夢』（1991年）、『上海ルージュ』（1995年）は「紅三部作」として知られ、赤をはじめとする特定の色を強調する色彩構成を用いた。その一方で、『秋菊の物語』（1992年）や『活きる』（1994年）ではリアリズムに基づいた物語を展開した。『あの子を探して』（1999年）、『初恋のきた道』（1999年）、『至福のとき』（2000年）は「幸せ三部作」と位置づけられている。また、『ハイジャック/台湾海峡緊急指令』（1989年）や『キープ・クール』（1997年）のようなジャンル映画も手がけている。2000年代以降は『HERO』（2002年）や『LOVERS』（2004年）といったワイヤーアクションや特殊効果を多用した武侠映画も製作している。
初期の作品では当時の恋人でもあったコン・リーを重用したほか、『初恋のきた道』ではチャン・ツィイーをデビューさせた。一方、『あの子を探して』での演技が絶賛されたウェイ・ミンジには田舎に帰るように促したという。その他、イーモウの映画でデビューしたドン・ジエ、チョウ・ドンユイ、ニー・ニー、リウ・ハオツンらを含めて彼女たちは「謀女郎（モウ・ガールズ）」と呼ばれている。

## 作品

### 監督
- 紅いコーリャン 紅高梁 （1987年）
- ハイジャック/台湾海峡緊急指令 代號美洲豹 （1989年）
- 菊豆（チュイトウ） 菊豆 （1990年）
- 紅夢 大紅燈籠高高掛 （1991年）
- 秋菊の物語 秋菊打官司 （1992年）
- 活きる 活着 （1994年）
- 上海ルージュ 搖啊搖，搖到外婆橋 （1995年）
- キング・オブ・フィルム/巨匠たちの60秒 Lumière et compagnie （1995年） - オムニバスの一篇
- キープ・クール 有話好好説 （1997年）
- あの子を探して 一個都不能少 （1999年）
- 初恋のきた道 我的父親母親 （1999年）
- 至福のとき 幸福時光 （2000年）
- HERO 英雄 （2002年）
- LOVERS 十面埋伏 （2004年）
- 単騎、千里を走る。 千里走單騎 （2005年）
- 王妃の紋章 滿城盡帶黃金甲 （2006年）
- それぞれのシネマ「映画をみる」 Chacun son cinéma - En regardant le film （2007年） - オムニバスの一篇
- 女と銃と荒野の麺屋 三槍拍案驚奇 （2009年）
- サンザシの樹の下で 山楂樹之恋 （2010年）
- 金陵十三釵 （2011年） - 日本未公開
- 妻への家路 帰来（2014年）
- グレートウォール The Great Wall / 長城 （2016年）
- SHADOW/影武者 影 （2018年）
- ワン・セカンド 永遠の24フレーム 一秒鐘 （2020年）
- 崖上のスパイ 懸崖之上 （2021年）
- 狙擊手 （2022年）
- 満江紅（マンジャンホン） 滿江紅 （2023年） - 第36回東京国際映画祭で上映
- 堅如磐石 （2023年）
- 第二十条 （2024年）

### 監督以外の作品
- 一人と八人 一個和八個 （1983年） - 撮影
- 黄色い大地 黄土地 （1984年） - 撮影
- 大閲兵 大閲兵 （1986年） - 撮影
- 古井戸 老井 （1986年） - 撮影・出演
- テラコッタ・ウォリア 秦俑 古今大戦秦俑情 （1989年） - 出演
- 画魂 愛、いつまでも 画魂 （1992年） - 製作総指揮
- 項羽と劉邦/その愛と興亡 西楚覇王 （1994年） - 総監修
- 龍城恋歌 龍城正月 （1996年） - 製作総指揮
- 「あの子を探して」ができるまで （2002年） - 監修・出演（ドキュメンタリー映画）
- 楊貴妃 レディ・オブ・ザ・ダイナスティ 王朝的女人·楊貴妃（2015年） - 監督補
- 愛しの故郷 我和我的家郷（2020年） - 製作総指揮
- ライツ・カメラ・アクション!（2021年） - 出演（ユニバーサル・スタジオ・北京のアトラクション）
- 父に捧ぐ物語 我和我的父輩（2021年） - 出演
- 北京冬季五輪2022 北京2022（2023年） - 製作総指揮（ドキュメンタリー映画）

## 受賞歴
| 賞                                   | 年     | 部門                     | 作品                   | 結果       |
| ------------------------------------ | ------ | ------------------------ | ---------------------- | ---------- |
| 金鶏奨                               | 1985年 | 撮影賞                   | 『黄色い大地』         | 受賞       |
| 金鶏奨                               | 1988年 | 主演男優賞               | 『古井戸』             | 受賞       |
| 金鶏奨                               | 1988年 | 作品賞                   | 『紅いコーリャン』     | 受賞       |
| 金鶏奨                               | 1988年 | 監督賞                   | 『紅いコーリャン』     | ノミネート |
| 金鶏奨                               | 1993年 | 作品賞                   | 『秋菊の物語』         | 受賞       |
| 金鶏奨                               | 1993年 | 監督賞                   | 『秋菊の物語』         | ノミネート |
| 金鶏奨                               | 1999年 | 監督賞                   | 『あの子を探して』     | 受賞       |
| 金鶏奨                               | 2000年 | 作品賞                   | 『初恋のきた道』       | 受賞       |
| 金鶏奨                               | 2000年 | 監督賞                   | 『初恋のきた道』       | 受賞       |
| 金鶏奨                               | 2003年 | 監督賞                   | 『HERO』               | 受賞       |
| 金鶏奨                               | 2004年 | 作品賞                   | 『LOVERS』             | ノミネート |
| 東京国際映画祭                       | 1987年 | 男優賞                   | 『古井戸』             | 受賞       |
| 東京国際映画祭                       | 2023年 | 特別功労賞               |                        | 受賞       |
| ベルリン国際映画祭                   | 1988年 | 金熊賞                   | 『紅いコーリャン』     | 受賞       |
| ベルリン国際映画祭                   | 2000年 | 審査員グランプリ         | 『初恋のきた道』       | 受賞       |
| ベルリン国際映画祭                   | 2000年 | エキュメニカル審査員賞   | 『初恋のきた道』       | 受賞       |
| ベルリン国際映画祭                   | 2003年 | アルフレッド・バウアー賞 | 『HERO』               | 受賞       |
| シカゴ国際映画祭                     | 1990年 | ゴールド・ヒューゴ賞     | 『菊豆』               | 受賞       |
| アカデミー賞                         | 1990年 | 外国語映画賞             | 『菊豆』               | ノミネート |
| アカデミー賞                         | 1991年 | 外国語映画賞             | 『紅夢』               | ノミネート |
| アカデミー賞                         | 2002年 | 外国語映画賞             | 『HERO』               | ノミネート |
| ヴェネツィア国際映画祭               | 1991年 | 銀獅子賞                 | 『紅夢』               | 受賞       |
| ヴェネツィア国際映画祭               | 1991年 | 国際映画批評家連盟賞     | 『紅夢』               | 受賞       |
| ヴェネツィア国際映画祭               | 1992年 | 金獅子賞                 | 『秋菊の物語』         | 受賞       |
| ヴェネツィア国際映画祭               | 1999年 | 金獅子賞                 | 『あの子を探して』     | 受賞       |
| ヴェネツィア国際映画祭               | 2018年 | 監督・ばんざい!賞        | 『SHADOW/影武者』      | 受賞       |
| 英国アカデミー賞                     | 1992年 | 非英語作品賞             | 『紅夢』               | 受賞       |
| 英国アカデミー賞                     | 1994年 | 外国語作品賞             | 『活きる』             | 受賞       |
| 英国アカデミー賞                     | 2004年 | 外国語作品賞             | 『LOVERS』             | ノミネート |
| 全米映画批評家協会賞                 | 1992年 | 外国語映画賞             | 『紅夢』               | 受賞       |
| 全米映画批評家協会賞                 | 1993年 | 外国語映画賞             | 『秋菊の物語』         | 受賞       |
| 全米映画批評家協会賞                 | 1994年 | 外国語映画賞             | 『活きる』             | 2位        |
| 全米映画批評家協会賞                 | 2004年 | 監督賞                   | 『HERO』 『LOVERS』    | 受賞       |
| 全米映画批評家協会賞                 | 2004年 | 外国語映画賞             | 『LOVERS』             | 2位        |
| ニューヨーク映画批評家協会賞         | 1992年 | 外国語映画賞             | 『紅夢』               | 受賞       |
| ニューヨーク映画批評家協会賞         | 1993年 | 外国語映画賞             | 『秋菊の物語』         | 次点       |
| ニューヨーク映画批評家協会賞         | 2004年 | 監督賞                   | 『LOVERS』             | 次点       |
| ロサンゼルス映画批評家協会賞         | 1992年 | 外国語映画賞             | 『紅夢』               | 次点       |
| ロサンゼルス映画批評家協会賞         | 2004年 | 外国語映画賞             | 『LOVERS』             | 受賞       |
| カンザスシティ映画批評家協会賞       | 1992年 | 外国語映画賞             | 『紅夢』               | 受賞       |
| ロンドン映画批評家協会賞             | 1992年 | 外国語映画賞             | 『紅夢』               | 受賞       |
| フランス映画批評家協会賞             | 1992年 | 外国語映画賞             | 『秋菊の物語』         | 受賞       |
| ダヴィッド・ディ・ドナテッロ賞       | 1992年 | 外国映画賞               | 『紅夢』               | 受賞       |
| カンヌ国際映画祭                     | 1994年 | 審査員グランプリ         | 『活きる』             | 受賞       |
| カンヌ国際映画祭                     | 1994年 | エキュメニカル審査員賞   | 『活きる』             | 受賞       |
| ゴールデングローブ賞                 | 1994年 | 外国語映画賞             | 『活きる』             | ノミネート |
| ゴールデングローブ賞                 | 1995年 | 外国語映画賞             | 『上海ルージュ』       | ノミネート |
| ゴールデングローブ賞                 | 2002年 | 外国語映画賞             | 『HERO』               | ノミネート |
| ゴールデングローブ賞                 | 2004年 | 外国語映画賞             | 『LOVERS』             | ノミネート |
| ゴールデングローブ賞                 | 2011年 | 外国語映画賞             | 『金陵十三釵』         | ノミネート |
| ナショナル・ボード・オブ・レビュー賞 | 1995年 | 外国語映画賞             | 『上海ルージュ』       | 受賞       |
| ボストン映画批評家協会賞             | 2004年 | 監督賞                   | 『LOVERS』             | 受賞       |
| ボストン映画批評家協会賞             | 2004年 | 外国語映画賞             | 『LOVERS』             | 受賞       |
| オンライン映画批評家協会賞           | 2004年 | 外国語映画賞             | 『HERO』               | 受賞       |
| トロント映画批評家協会賞             | 2004年 | 外国語映画賞             | 『HERO』               | 受賞       |
| サンディエゴ映画批評家協会賞         | 2006年 | 外国語映画賞             | 『単騎、千里を走る。』 | 受賞       |
| アジア・フィルム・アワード           | 2024年 | 特別功労賞               |                        | 受賞       |